# Кольтури, Катя
Катя Кольтури (итал. Katia Colturi; род. 17 октября 1971, Бормио, Италия) — итальянская шорт-трекистка. Участница зимних Олимпийских игр 1992, 1994 и 1998 годов. Двукратная чемпионка мира и трёхкратная призёр чемпионата мира, двукратная чемпионка Европы по шорт-треку. Серебряный призёр чемпионата Италии по конькобежному спорту.

## Биография
Катя Кольтури родилась в Бормио и с раннего детства ей нравилось катание на роликовых коньках. Родители не могли купить пару коньков из-за их дороговизны. К тому же старший брат был частью лыжного клуба, и её родители не могли позволить себе ещё одну такую высокую плату. В возрасте 6 лет она начала кататься на жёлтых лакированных коньках, которые выходили намного дешевле, чем кататься на лыжах. А вот заниматься шорт-треком начала в возрасте 5 лет в клубе "Bormio Ghiaccio".
До тринадцати лет Кольтури тренировалась шесть дней в неделю, если не было гонок. С четырнадцати до тех пор, пока не вошла в сборную, она каталась на коньках два раза в день в течение недели. Она также успешно участвовала и конькобежном спорте. Уже в 15 лет юная спортсменка участвовала, как на молодёжном чемпионате Италии, так и среди взрослых. В 1988 году она стала второй на молодёжном чемпионате страны в сумме многоборья, а через год выиграла бронзу на национальном юниорском первенстве и вошла в состав сборной страны. 
В том же 1989 году на дебютном чемпионате мира по конькобежному спорту среди юниоров заняла 35-е место в многоборье. В 1990 году на чемпионате Италии по спринтерскому многоборью завоевала серебряную медаль, а в классическом многоборье, хоть и заняла общее 5-е место, но 500-метровку выиграла. В сезоне 1990/91 Кольтури решила оставить длинную дорожку и перейти в шорт-трек. В 1992 году на зимних Олимпийских играх в Альбервилле она была в качестве запасной в команде.  
В 1993 году на чемпионате мира среди команд в Будапеште она стала с партнёрами по команде чемпионкой мира, а через год выиграла бронзовую медаль. В 1994 году на зимних Олимпийских играх в Лиллехаммере вместе с командой заняла 4 место в эстафете, это был самый успешный результат в её карьере на Олимпиадах. В 1996 году на чемпионате мира в Гааге она выиграла золотую медаль в эстафете и серебряную на командном чемпионате мира. На первом чемпионате Европы в Мальмё была одержана победа также в эстафетной команде. 
Катя Кольтури выступила и на Олимпийских играх 1998 года в Нагано, где выступала на дистанции 1000 метров и заняла 22 место. В следующем году на очередном чемпионате Европы в Оберстдорфе она заняла третье место на дистанции 500 метров и выиграла вновь с командой эстафету, при этом улучшила все свои личные рекорды. Следом на чемпионате мира в Софии стала серебряным призёром в эстафете. Это был последний успех на соревнованиях в шорт-треке. В том же году она завершила карьеру спортсменки.
Через 25 лет, после своего последнего выступления, в 2024 году Катя Кольтури вновь стала на коньки вместе со своими партнёршами и выступила на Всемирных играх мастеров.

## Карьера журналистки
В 1999 году Кольтури ушла из спорта, была секретарем отеля и стала журналисткой в Ломбардии, где у неё родился первый ребёнок. С 2003 года живёт в Ливиньо. Она работала комментатором на телевидении и вела репортажи на Зимних Олимпийских играх в Турине, в Ванкувере, в Сочи и в Пхёнчхане. 